# Arenotopa rossii
Arenotopa rossii is een eenoogkreeftjessoort uit de familie van de Leptastacidae. De wetenschappelijke naam van de soort is voor het eerst geldig gepubliceerd in 1977 door Cottarelli.